# Island (banda)
Island foi a banda formada para representar Chipre no Festival Eurovisão da Canção 1981.
Era formada por:: Alexia Bassiliou, Areti Kassapi Haralbidou, Aristos Moskovakis, Roger Lee e Doros Georgiadis.
Esta banda representou pela primeira vez Chipre no Festival Eurovisão da Canção 1981 com a canção Monika (canção) que terminou em sexto lugar e recebeu 69 pontos.